# Leymus yiunensis
Leymus yiunensis är en gräsart som beskrevs av Nai Ran Cui och Da Fang Cui. Leymus yiunensis ingår i släktet strandrågssläktet, och familjen gräs. Inga underarter finns listade i Catalogue of Life.